# 짐 피터스 (육상 선수)
짐 피터스(영어: Jim Peters, 본명 : James Henry Peters, 1918년 10월 24일 ~ 1999년 1월 9일) 은 영국의 육상 장거리 선수였다. 그는 1950년대에 세계 신기록을 네 차례 세웠다.

## 참고
- Sporting Heroes
- sports-reference

| 마라톤 세계 기록 보유자         | |                                         |
| 서윤복 2시간 25분 39초 (1947년) | 짐 피터스 2시간 20분 42초 2 (1952년) 2시간 18분 40초 4 (1953년) 2시간 18분 34초 8 (1953년) 2시간 17분 39초 4 (1954년) | Sergei Popov 2시간 15분 17초 0 (1958년) |